# Power Mac G4

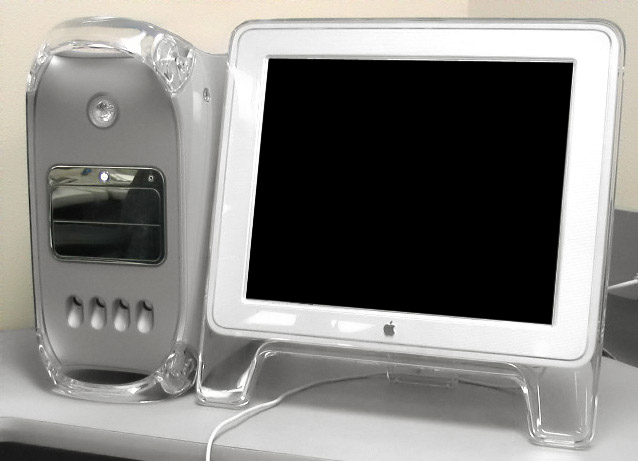
Power Mac G4.

Los Power Mac G4 es una serie de ordenadores personales que fueron diseñados, fabricados, y vendidos por Apple entre 1999 y 2004. Utilizaron la serie de microprocesadores PowerPC G4 (PPC74xx). Se introdujeron a mediados de 1999 como sucesores de los Power Mac G3 usando una carcasa parecida pero un nuevo procesador, el PowerPC G4, desarrollado en conjunto por IBM y Motorola. Estuvo disponible en el mercado hasta la llegada del Power Mac G5, a mediados de 2003. Disponían de uno o dos procesadores.

## Primeros modelos
Los primer Apple Power Mac G4, de nombre código "Yikes!"(400MHz con Gráficos pci y posteriormente sustituido por 350 MHz) y "Sawtooth" (400Mhz y 500Mhz Gráficos AGP), fueron introducido en la conferencia Seybold el 31 de agosto de 1999. En octubre de 1999, Apple tuvo que posponer el modelo de 500 MHz debido a los problemas que tenía motorola con su fabricación. Como consecuencia de esto, Apple degradó la potencia del procesador en cada configuración 50 MHz pero esto causó controversia por no abaratar también los ordenadores.

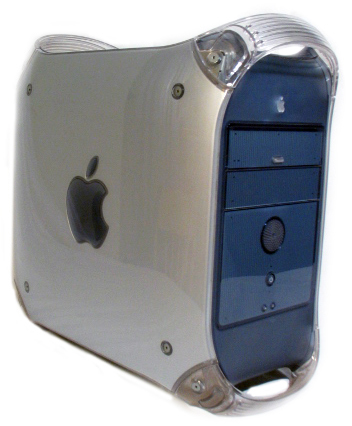
Power Mac G4 Graphite

Los primeros modelos de 350 MHz (posteriormente 400MHz) utilizaban PCI y usaban una placa base idéntica al usado en el Power Macintosh G3 (Blue & White) (excepto por el puerto ADB), en una caja de color grafito y con el nuevo Motorola PowerPC 7400 (G4) CPU. Los modelos de alto rendimiento, nombre código "Sawtooth", usaban una gran diseño modificado de la placa base con gráficos 2x AGP (sustituyendo a las slot PCI de 66 MHz). 

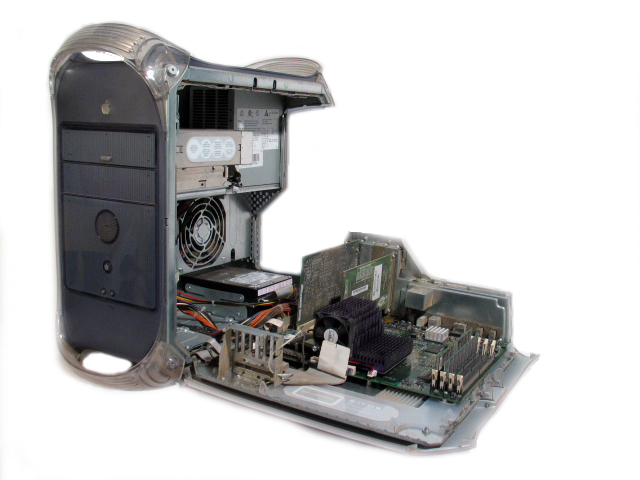
Power Mac G4 Graphite con una CPU mejorada.

Las máquinas traían DVD-ROM de serie para los modelos "Yikes!" y los modelos "Sawtooth" inferiores a 450Mhz (Posteriormente 500Mhz), Los modelos de gama más alta traían DVD-RAM . Las versiones de 400 MHz y 450 MHz tienen discos Zip de 100 MB Zip como equipamiento de serie, y como una opción en el 350 MHz de la serie Sawtooth. Esta serie tenía 100 MHz del bus del sistema  y cuatro slots PC100 SDRAM, como máximo 2 GiB de RAM (1.5 GiB en Mac OS 9). Los Power Macs AGP (Sawtooth) fueron los primeros en incluir un slot AirPort y un puerto de video DVI.
El nombre que puso Apple para los primeros modelos AGP fue Power Mac AGP Graphics. El nombre código de Sawtooth fue usado internamente antes del lanzamiento oficial y llegó a ser un popular nombre entre los entusiastas.
El diseño fue actualizado en la Macworld Conference & Expo de Nueva York el 19 de julio de 2000; la nueva actualización incluía versiones doble núcleo de 450 MHz y 500 MHz, y un núcleo único de 400 MHz. Fue  también el primer ordenador personal en incluir Gigabit Ethernet de serie. Mucha gente vio esta versión como un recurso provisional, porque los G4 no podían ir a más velocidad; esto se debe a que el controlador PCI y de la memoria del G4, el Motorola XPC107 “Grackle” preveía que el G4 pudiera ir a velocidades mayores de 500 MHz. Los modelos de los 500 MHz duales llevaba un DVD-RAM óptico.  Los discos Zip fueron opcionales en todos los diseños. Además estos modelos introdujeron el puerto de vídeo propietario de Apple, el Apple Display Connector (ADC).
El nombre oficial de Apple para esta serie fue Power Mac Gigabit Ethernet. Su nombre clave fue Mystic.
| Component                | Power Mac G4 (PCI Graphics) | Power Mac G4 (AGP Graphics) | Power Mac G4 (Gigabit Ethernet) |
| ------------------------ | --- | --- | --- |
| Nombre código            | "Yikes!" | "Sawtooth, P5, Project E" | "Mystic, Medusa2, SnakeBite" |
| Procesador               | 350 o 400 MHz PowerPC G4 (7400) | 350, 400, 450 o 500 MHz PowerPC G4 (7400) | 400, Dual 450, o Dual 500 MHz PowerPC G4 (7400) |
| Cache                    | L1 de 64 KB, L2 de 512 KB o 1 MB trasero por CPU (1:2)                                                                               | L1 de 64 KB, L2 de 512 KB o 1 MB trasero por CPU (1:2) | L1 de 64 KB, L2 de 512 KB o 1 MB trasero por CPU (1:2) |
| Tarjeta gráfica          | ATI Rage 128 con 16MB de VRAM Slot PCI de 66 MHz                                                                                     | ATI Rage 128 o ATI Rage 128 Pro con 16MB de VRAM AGP 2x | ATI Rage 128 Pro con 16MB VRAM o ATI Radeon con 32MB de VRAM AGP 2x. Soporte para monitor ADC                                                                            |
| Front side bus           | 100 MHz | 100 MHz | 100 MHz |
| Memoria                  | 64, 128, o 256 MB PC100 SDRAM Ampliable a 1 GB                                                                                       | 64, 128, o 256 MB PC100 SDRAM Ampliable a 2 GB bajo Mac OS X. Solo 1.5 GB son admisibles para OS 9                                                                    | 64, 128, o 256 MB PC100 SDRAM Ampliable a 2 GB bajo Mac OS X. Solo 1.5 GB son admisibles para OS 9                                                                       |
| Hard drive               | 10 GB Ampliable hasta 128 GB | 10 GB 5400-rpm, 10, 20, o 27 GB 7200-rpm Ampliable hasta 128 GB | 20 GB 5400-rpm, 30, o 40 GB 7200-rpm Ampliable hasta 128 GB |
| Tarjeta AirPort          | N/A | 802.11b | 802.11b |
| Optical drive            | CD-ROM | 32x CD-ROM, DVD-ROM, o DVD-RAM | DVD-ROM o DVD-RAM |
| Expansión                | 4 bahías internas 3.5" ATA, 1 bahía óptica, 1 bahia Zip 100, 3 - 33 MHz and 1 - 66 MHz PCI Slots                                     | 4 internal 3.5" ATA drive bays, 1 optical drive bay, 1 Zip 100/250 bay, 3 - 64-bit 33 MHz PCI Slots, 1 AGP 2x Slot                                                    | 4 internal 3.5" ATA drive bays, 1 optical drive bay, 1 Zip 100/250 bay, 3 - 64-bit 33 MHz PCI Slots, 1 AGP 2x Slot                                                       |
| Características de serie | 2 Built-in USB 1.1 and 2 Firewire 400 ports, Built-in mono speaker, audio input, audio output, 10/100BASE-T Ethernet, Built-in modem | 2 Built-in USB 1.1 and 3 Firewire 400 ports (1 internal), Built-in mono speaker, Audio Input, Audio Output, Built-modem, 10/100BASE-T Ethernet, Optional Airport Card | 2 Built-in USB 1.1 and 2 Firewire 400 ports, Built-in mono speaker, audio input, audio output, Built-in modem, 10/100/1000BASE-T Gigabit Ethernet, Optional Airport Card |
| Máximo Sistema Operativo | Mac OS X 10.4.11 "Tiger" y Mac OS 9.2.2                                                                                              | Mac OS X 10.4.11 "Tiger" y Mac OS 9.2.2 Extraoficialmente puede soportar Mac OS X v10.5 "Leopard" o alguna distribución de Linux                                      | Mac OS X 10.4.11 "Tiger" y Mac OS 9.2.2 Extraoficialmente puede soportar Mac OS X v10.5 "Leopard" o alguna distribución de Linux                                         |
| Peso                     | 13 Kilos | 13 Kilos | 13.59 Kilos |

- Datos: Q2525309
- Multimedia: Power Mac G4 / Q2525309